# 김기성 (야구 선수)
김기성(金基星, 1976년 2월 2일 ~ )은 KBO 리그 전 한화 이글스의 외야수(좌투좌타)이며
2000년부터 프로그램개발자로 진로를 변경한 후 외국계솔루션회사, 비트출신196기, 중앙일보 IT계열사, 네이버 개발자, 네이버랩스 책임연구원, 네이버 플랫폼 테크리더, 현재는 네이버 개발리더로 JAVA, C/C++개발자 및 리더역할을 하고 있다. 그의 장남이 한솔고등학교에 재학중이다.

## 출신학교
- 1991년 ~ 1994년 : 공주고등학교
- 1994년 ~ 1998년 : 원광대학교 (94학번)

## 등번호
1998년 53번,
1999년 0번